# Barjatinskij rajon
Il Barjatinskij rajon (in russo Барятинский район?) è un rajon dell'Oblast' di Kaluga, nella Russia europea; il capoluogo è Barjatino. Istituito nel 1929, ricopre una superficie di 1110,3 chilometri quadrati.